# Lapšina
Lapšina (mađarski Tündérlak) je naselje u Republici Hrvatskoj, u sastavu Općine Sveti Martin na Muri, Međimurska županija. 

## Stanovništvo
Prema popisu stanovništva iz 2001. godine, naselje je imalo 182 stanovnika te 67 obiteljskih kućanstava.
| broj stanovnika | 88    |       |       |       |       |       | 53    | 157   | 255   | 254   | 248   | 232   | 211   | 216   | 182   | 148   | 130   |
|                 | 1857. | 1869. | 1880. | 1890. | 1900. | 1910. | 1921. | 1931. | 1948. | 1953. | 1961. | 1971. | 1981. | 1991. | 2001. | 2011. | 2021. |

## Povijest
Na području naselja nalazio se dvorac Lapšina, koji je izgrađen u 16. stoljeću. Prvotno je bio rezidencija plemićke obitelji Mlakovečki, a kasnije je promijenio nekoliko vlasnika. Već ranije u lošem stanju, u prvim desetljećima 20. stoljeća je srušen do temelja. 